# The Element of Freedom
The Element of Freedom – czwarty album studyjny wydany przez amerykańską wokalistkę Alicię Keys dnia 15 grudnia 2009 w Stanach Zjednoczonych nakładem wytwórni J Records. Wydawnictwo zadebiutowało na pozycji #2 notowania Billboard 200 sprzedając się w nakładzie 417 000 egzemplarzy w pierwszym tygodniu od debiutu.

## Informacje o albumie
Po nagraniu trzeciego albumu studyjnego, As I Am Keys rozpoczęła "poszukiwania sposobu by całkowicie się wyrazić oraz definicji własnego ja; zdecydować się jakie decyzje wybrać, a jakie odrzucić by działać zgodnie ze swym honorem". Artystka opisała The Element of Freedom jako różnorodność, jednak "utrzymuje on równowagę". Wokalistka wyjaśniła, iż album składa się z dwóch stron, które stanowią główną tematykę krążka; "jedna strona ukazuje siłę, druga zaś obrazuje bezbronność". Wydawnictwo posiada "silną, dojrzałą energię", ale jest również "intymny, wrażliwy i delikatny". W wywiadzie dla programu 106 & Park telewizji Black Entertainment Television Keys opisała krążek: "W czasie postępu prac nad piosenkami wznosisz się na naturalną wyżynę. Chcę żeby każdy poczuł sens wolności, poczuł się nieszablonowo oraz kreatywnie. Podczas słuchania tego albumu wybierzesz się na wycieczkę, wiem że będziesz zszokowany, że usłyszysz rzeczy, które do tej pory sądziłeś, iż nie usłyszysz z mojego repertuaru. To jest podróż".
W wywiadzie dla magazynu Billboard Keys przyznała, iż "wyzbyła się wszystkich granic oraz limitów, więc podczas słuchania krążka można poczuć własną wolność i wyrazić ją w każdy możliwy sposób". The Element of Freedom początkowo miał się ukazać dnia 1 grudnia 2009 w związku z dniem walki z AIDS, jednak premiera została przeniesiona na dzień 15 grudnia, ze względu na dodatkowe sesje nagraniowe.

## Produkcja
Album jest emocjonalny oraz delikatny, ale w pewnym sensie zawiera także wolność. Tak naprawdę to nie mogłam znaleźć lepszego słowa od pojęcia wolność, by opisać ten krążek. Mimo że każda piosenka na wydawnictwie zawiera dotyk różnych podkładów muzycznych i dźwięków, projekt opiera się na wolności. To z pewnością wyraz mnie oraz tego gdzie obecnie jestem

Keys rozpoczęła prace nad albumem w maju 2009. Od tego momentu artystka i jej inżynier dźwięku zakupili kilka starych instrumentów klawiszowych, z których syntezator Mooga "stał się ich najlepszym przyjacielem". Sesja nagraniowa miała miejsce w The Oven Studios na Long Island w Nowym Jorku. W jednym z wywiadów wokalistka przyznała, iż wraz z początkiem prac "nie wiedziała co stworzyć", jednak wiedziała, że krążek musi powstać. Po długim okresie namysłu Alicia przyznała, "w końcu znalazłam klucz, a jest nim wolność, dzięki której będę mogła siebie wyrazić". Album pozwolił również artystce przezwyciężyć depresję, z którą się zmagała – "znalazłam wolność. Przedtem sądziłam, że mogę ukazać siebie jedynie jako kobietę silną. Zaowocowało to nowymi emocjami a w efekcie – dźwiękami. Album to mikstura siły oraz delikatności, czyli tym kim teraz jestem". Sesja nagraniowa zakończyła się na przełomie sierpnia i września 2009. Keys przyznała, że "uwielbia melodie zawarte na krążku". Podczas pracy nad wydawnictwem artystka współpracowała z Kerry "Krucial" Brothers, Jeffem Bhaskerem oraz innymi producentami.
W listopadzie 2009 program MTV News podał, iż Keys wraz z raperem Jayem-Z nagrała utwór "Empire State of Mind Part 2", drugą część kompozycji "Empire State of Mind" pochodzącej z albumu Jaya-Z The Blueprint 3. Ostatecznie piosenka nie zawiera głosu rapera. Tego samego miesiąca jeden z współproducentów krążka, Kerry Brothers zakomunikował za pośrednictwem Twittera, iż w jednym z utworów swego wokalu gościnnie użyczy Drake. W jednym z wywiadów raper wyznał, iż praca z Keys była "jednym z najlepszych doświadczeń w jego karierze muzycznej". Wokalistka wyznała również, że po przesunięciu daty premiery wydawnictwa mogła współpracować z Drakiem oraz amerykańską piosenkarką Beyoncé, a wspólną pracę opisała jako "jedną z najbardziej ekscytujących w swojej karierze muzycznej".

## Promocja
We wrześniu 2009 roku, dzień po gali 2009 MTV Video Music Awards, Keys za pośrednictwem swego oficjalnego kanału YouTube premierowo zaprezentowała utwór "Doesn't Mean Anything". Kompozycja ukazała się dnia 22 września 2009 w internetowym sklepie iTunes Store. W październiku wokalistka udzieliła występu w programie Regis and Kelly, gdzie udzieliła wywiadu oraz zaśpiewała piosenkę. Singel znalazł się na pozycji #60 notowania Billboard Hot 100 oraz osiadł na miejscu #14 zestawienia Hot R&B/Hip-Hop Songs.
Dnia 21 października 2009 artystka udzieliła darmowego koncertu "The Element of Freedom Lecture & Performance Series" dla studentów wydziału Tisch School of the Arts Uniwersytetu Nowojorskiego. Podczas występu Alicia zaprezentowała utwory, które wypełniły wydawnictwo w tym kompozycję "Try Sleeping with a Broken Heart". Piosenka, wyprodukowana przez Keys oraz Jeffa Bhaskera stała się drugim singlem promującym album. Teledysk do utworu ukazał się dnia 16 listopada 2009. W celach promocyjnych wokalistka gościła również w brytyjskim programie The X Factor, w którym dnia 29 listopada 2009 zaprezentowała miks utworów "Empire State of Mind", "Doesn't Mean Anything" oraz "No One". 16 grudnia 2009 Alicia gościła w programie 106 & Park telewizji BET, gdzie wcieliła się w rolę prezenterki.
Dnia 1 grudnia 2009 wokalistka udzieliła koncertu charytatywnego zorganizowanego w Nokia Theatre, w Nowym Jorku z okazji dnia walki z AIDS. Występ był bezpośrednio transmitowany przez witrynę YouTube. Dochód z koncertu przekazany został organizacji charytatywnej Keep a Child Alive, którą Keys wspiera. Tydzień przed premierą The Element of Freedom wokalistka udostępniła utwory, które znalazły się na albumie w sieci P2P programu Spotify oraz witryny internetowej Facebook. W roku 2010 artystka rozpoczęła światową trasę koncertową promującą krążek "The Freedom Tour".

## Recenzje
The Element of Freedom generalnie zyskał pozytywne recenzje od profesjonalnych krytyków muzycznych. Strona internetowa Metacritic, która gromadzi recenzje, a następnie przyznaje punkty ocenianemu albumowi przyznała krążkowi Keys 71 punktów na 100 możliwych na podstawie dziewięciu recenzji. Recenzenci docenili elementy łączące wydawnictwo z produkcjami R&B lat 70., 80. oraz 90. Houston Chronicle stwierdziło, iż technika z jaką wyprodukowano kompozycje "opiera się na podobnych dźwiękach, jednak wciąż są to świeże brzmienia" nazywając utwory jako "silną deklarację, przepełnioną soulem". Simon Price, krytyk The Independent stwierdził natomiast, że piosenki zawarte na albumie "są rozczarowujące, neutralne oraz nie do odróżnienia" komentując swe słowa faktem, iż "ciągle musiałem sprawdzać na wyświetlaczu, czy słucham tej samej, czy innej kompozycji". Keys po wydaniu The Element of Freedom zyskała również porównania do Princa. Stephen Thomas Erlewine recenzent portalu Allmusic wywnioskował, że "wokalistka w oczywisty sposób czerpie inspiracje od Princa, zmieniając swój poprzedni wizerunek muzyczny z retro-soulu na muzykę elektroniczną". Erlewine opisał album jako "mała kolekcja ballad popowych inspirowanych dokonaniami Princa". Matthew Cole, recenzent Slant Magazine stwierdził, iż "brzmienie retro-syntezatorów połączone z tłem w stylu funky" doskonale pasują do "uwodzicielskiego głosu Keys oraz tekstów bazujących na nagraniach Princa".

## Lista utworów
Edycja standardowa
1. "Element of Freedom (Intro)" – 0:13
2. "Love Is Blind" (Alicia Keys, Jeff Bhasker) – 3:50
3. "Doesn't Mean Anything" (Keys, Kerry Brothers, Jr.) – 4:33
4. "Try Sleeping with a Broken Heart" (Bhasker, Keys, Patrick "Plain Pat" Reynolds) – 4:09
5. "Wait Til You See My Smile" (Keys, Bhasker, Kasseem Dean) – 4:00
6. "That's How Strong My Love Is" (Keys) – 4:05
7. "Un-thinkable (I'm Ready)" (Keys, Aubrey Graham, Brothers, Noah "40" Shebib) – 4:09
8. "Love Is My Disease" (Keys, Brothers, Toby Gad, Melini Smith) – 4:02
9. "Like the Sea" (Keys, Bhasker) – 4:13
10. "Put It in a Love Song" featuring Beyoncé (Keys, Dean) – 3:16
11. "This Bed" (Keys, Brothers, Steve Mostyn) – 3:45
12. "Distance and Time" (Keys, Brothers, Mostyn) – 4:27
13. "How It Feels to Fly" (Keys, Brothers) – 4:43
14. "Empire State of Mind (Part II) Broken Down" (Keys, Al Shuckburgh, Shawn Carter, Jane't Sewell-Ulepic, Angela
Hunte, Bert Keyes, Sylvia Robinson) – 3:36

Japońskie utwory bonusowe
1. "Through It All" – 4:28
2. "Pray for Forgiveness" – 4:44
3. "Stolen Moments" (jedynie w wersji deluxe) – 4:52
4. "Heaven's Door" (jedynie w wersji deluxe) – 3:18

Międzynarodowa edycja deluxe
1. "Through It All" (Keys, Brothers) – 4:28
2. "Pray for Forgiveness" (Keys, Linda Perry) – 4:44

Ekskluzywna edycja Target / iTunes wersja deluxe edition
1. "Through It All" – 4:28
2. "Pray for Forgiveness" – 4:44
3. "Stolen Moments" (wersja limitowana jedynie za pośrednictwem iTunes) – 4:53

Ekskluzywna edycja Target bonus DVD
1. "Doesn't Mean Anything" (Występ akustyczny) – 3:55
2. "Empire State of Mind (Part II) Broken Down" (Występ akustyczny) – 1:59
3. "Try Sleeping with a Broken Heart" (Występ akustyczny) – 3:39
4. "No One" (Występ akustyczny) – 4:09
5. "Doesn't Mean Anything" (videoclip) – 5:13[37]

Edycja Empire – Empire EP
1. "Lover Man" – 3:17
2. "Almost There" – 3:37
3. "No One" (występ)
4. "Like You'll Never See Me Again" (występ)
5. "If I Ain't Got You" (występ)
6. "Karma" (występ)
7. "Fallin'" (występ)

## Pozycje na listach oraz certyfikaty
| Lista sprzedaży (2009/10)         | Najwyższa pozycja |
| --------------------------------- | ----------------- |
| Australia ARIA Albums Chart       | 19                |
| Austria IFPI Albums Chart         | 23                |
| Belgia IFPI Albums Chart          | 11                |
| Dania IFPI Albums Chart           | 19                |
| Hiszpania Promusicae Albums Chart | 3                 |
| Holandia IFPI Albums Chart        | 2                 |
| Finlandia IFPI Albums Chart       | 17                |
| Francja SNEP Albums Chart         | 13                |
| Irlandia IRMA Albums Chart        | 11                |
| Japonia Oricon Albums Chart       | 9                 |

| Lista sprzedaży (2009/10)                 | Najwyższa pozycja |
| ----------------------------------------- | ----------------- |
| Kanada Albums Chart                       | 5                 |
| Niemcy IFPI Albums Chart                  | 10                |
| Nowa Zelandia RIANZ Albums Chart          | 20                |
| Norwegia IFPI Albums Chart                | 7                 |
| Polska ZPAV Albums Chart                  | 7                 |
| Szwajcaria IFPI Albums Chart              | 1                 |
| Szwecja IFPI Albums Chart                 | 25                |
| UK BPI Albums Chart                       | 1                 |
| USA RIAA Billboard 200                    | 2                 |
| USA RIAA Billboard Top R&B/Hip-Hop Albums | 1                 |

### Certyfikaty
| Kraj              | Certyfikat | Sprzedaż  |
| ----------------- | ---------- | --------- |
| Kanada            | platyna    | 100 000   |
| Polska            | platyna    | 20 000    |
| Stany Zjednoczone | platyna    | 1 000 000 |
| Szwajcaria        | złoto      | 15 000    |
| Wielka Brytania   | platyna    | 300 000   |

## Daty wydania
| Państwo           | Data            | Format                                |
| ----------------- | --------------- | ------------------------------------- |
| Niemcy            | 11 grudnia 2009 | Edycja standardowa                    |
| Niemcy            | 11 grudnia 2009 | Edycja deluxe                         |
| Australia         | 11 grudnia 2009 | Edycja standardowa - Digital download |
| Australia         | 11 grudnia 2009 | Edycja deluxe - CD + DVD              |
| Irlandia          | 11 grudnia 2009 | Edycja standardowa                    |
| Irlandia          | 11 grudnia 2009 | Edycja deluxe                         |
| Wielka Brytania   | 14 grudnia 2009 | Edycja standardowa                    |
| Wielka Brytania   | 14 grudnia 2009 | Edycja deluxe                         |
| Polska            | 14 grudnia 2009 | Edycja standardowa                    |
| Polska            | 14 grudnia 2009 | Edycja deluxe                         |
| Polska            | 14 grudnia 2009 | Vinyl LP                              |
| Stany Zjednoczone | 15 grudnia 2009 | Edycja standardowa                    |
| Stany Zjednoczone | 15 grudnia 2009 | Edycja deluxe                         |
| Stany Zjednoczone | 15 grudnia 2009 | Edycja Empire                         |
| Stany Zjednoczone | 15 grudnia 2009 | Vinyl LP                              |
| Kanada            | 15 grudnia 2009 | Edycja standardowa                    |
| Kanada            | 15 grudnia 2009 | Edycja deluxe                         |
| Japonia           | 16 grudnia 2009 | Edycja standardowa                    |
| Japonia           | 1 stycznia 2010 | Edycja deluxe                         |
| Australia         | 8 stycznia 2010 | Edycja standardowa - CD               |